# No New York
No New York es un álbum recopilatorio lanzado en 1978 por el sello Antilles y producido por Brian Eno. Aunque solo contenía canciones de cuatro artistas diferentes, muchos críticos lo consideran un disco clave que documenta el movimiento no wave en Nueva York a finales de la década de 1970. Este álbum fue una de las mayores influencias  de Yasuko Onuki, vocalista de Melt Banana.

## Lista de canciones
Cara A
1. ''Dish It Out'' - Contortions (3:17)
2. ''Flip Your Face'' - Contortions (3:13)
3. ''Jaded'' - Contortions (3:49)
4. ''I Can't Stand Myself'' - Contortions (4:52)
5. ''Burning Rubber'' - Teenage Jesus and the Jerks (1:45)
6. ''The Closet'' - Teenage Jesus and the Jerks (3:53)
7. ''Red Alert'' - Teenage Jesus and the Jerks (0:34)
8. ''I Woke Up Dreaming'' - Teenage Jesus and the Jerks (3:10)

Cara B
1. ''Helen Fordsdale'' - Mars (2:30)
2. ''Hairwaves'' - Mars (3:43)
3. ''Tunnel'' - Mars (2:41)
4. ''Puerto Rican Ghost'' - Mars (1:08)
5. ''Egomaniac's Kiss'' - DNA (2:11)
6. ''Lionel'' - DNA (2:07)
7. ''Not Moving'' - DNA (2:40)
8. ''Size'' - DNA (2:13)